# صدا و سیمای قزوین
صدا و سیمای قزوین یکی از مراکز صدا و سیمای جمهوری اسلامی ایران است که در شهر قزوین فعالیت می‌کند.

## تاریخچه
اولین فعالیت رادیویی در «قزوین» به سالهای پایانی دهه ۱۳۴۰ یعنی سالهای ۴۷ و ۴۸ برمی‌گردد. این رادیو با عنوان «پیکار با بی‌سوادی» توسط ارتش یا اداره اطلاعات وقت نصب و راه‌اندازی و پس از دو سال پخش برنامه برچیده شد.
مرحله دیگر فعالیت صداوسیما در قزوین مربوط به راه‌اندازی ایستگاه تلویزیونی مرادتپه در نوروز سال ۵۶ می‌باشد. این ایستگاه شهرهای قزوین، تاکستان، آبیک و بوئین‌زهرا را زیر پوشش شبکه‌های یک و دو سیما قرار می‌داد.
پس از پیروزی انقلاب اسلامی در سال ۱۳۶۰ با شروع به کار دفتر خبری قزوین فصلی جدید در انعکاس خبرهای شهر قزوین و مناطق اطراف آغاز شد. این دفتر انعکاس اخبار و وقایع شهرهای قزوین، کرج و تاکستان را به عهده داشت تا اینکه بعد از مدتی کرج از محدوده فعالیت خبری قزوین جدا شد.
در شهریور ۱۳۷۶ و یک سال پس از تصویب لایحه استان‌شدن قزوین در مجلس، صداوسیمای مرکز قزوین فعالیت اداری خود را آغاز کرد.
در تاریخ ۱۳ آذر ۷۶ فعالیت رادیو شهری قزوین با تولید و پخش روزانه ۳ ساعت برنامه، بر روی فرستنده موج اف‌ام فرکانس ۱۰۳/۵ مگاهرتز شروع شد.
در ادامه این فعالیتها در تاریخ ۲۶ فروردین ۷۸ استودیوی دومنظوره پخش سیما و تولید صدا، فرستنده پرقدرت تلویزیونی شهید بابایی (مرادتپه) و ساختمان اداری مالی مرکز به مرحله بهره‌برداری رسیدند و همزمان بخش خبری تلویزیونی افتتاح شد. با این اقدام، هر روز یک بخش خبری استانی به مدت پانزده دقیقه از طریق فرستنده شبکه یک سیما پخش می‌شد.
در ۲۸ آذر ۸۱ شبکه استانی صدای مرکز قزوین با پخش روزانه ۱۲ ساعت برنامه از اذان صبح تا ساعت ۱۹ و نیز سیمای محلی قزوین برای پخش برنامه از ساعت ۸ صبح تا ۱۴ روزهای جمعه از طریق فرستنده شبکه یک سیما، آغاز به کار کرد.
در ۱۵ مرداد ۸۳ با راه‌اندازی رسمی یک فرستنده پرقدرت رادیویی، صدای رادیو قزوین از طریق موج ای‌ام نیز روی فرکانس ۱۲۹۶ کیلوهرتز قابل دریافت شد. بعدها فرکانس این فرستنده به ۱۱۲۵ کیلوهرتز تغییر یافت.
سرانجام در تاریخ ۱۳ اسفند ۸۴ با راه‌اندازی رسمی شبکه استانی سیمای مرکز قزوین، این استان به عنوان بیست و هشتمین و آخرین استان (تا پیش از تفکیک استان خراسان به سه استان و تأسیس استان البرز) صاحب شبکه تلویزیونی استانی شد.
هم‌اکنون برنامه‌های سیمای مرکز قزوین به دو صورت آنالوگ و دیجیتال، جمعیتی معادل ۹۷/۵ درصد از مردم استان قزوین را تحت پوشش دارد. برنامه‌های صدای مرکز قزوین نیز هم‌اکنون روی فرکانسهای اف‌ام ردیف ۹۴/۲ و ۸۹/۵ مگاهرتز پخش می‌شود. ضمن اینکه در مناطق شرقی استان برنامه‌های رادیو استانی قزوین روی فرکانس ۹۴/۶ موج اف‌ام قابل دریافت است.